# パルボシクリブ
パルボシクリブ（英: Palbociclib）は、HR陽性およびHER2陰性の乳がんの治療薬。ファイザーが開発し、イブランス（Ibrance）の商品名で販売されている。サイクリン依存性キナーゼ CDK4およびCDK6の選択的阻害剤で 、がん治療薬として承認された最初のCDK4/6阻害剤である。 

## 作用機序
サイクリン依存性キナーゼCDK4およびCDK6のの選択的阻害剤である。 
細胞周期のG1期で分裂を止めている状態である哺乳動物細胞が、再び細胞周期に入り分裂するためには、制限点「R」として知られるチェックポイントを通過する必要がある。CDK4およびCDK6とサイクリンDの複合体は、網膜芽細胞腫タンパク質であるRbのリン酸化を促進する。これにより、細胞はRを通過し、分裂することができる。このチェックポイントに関与する1つ以上のタンパク質の調節は、多くのがんで失われているため増殖する。 しかし、パルボシクリブは、CDK4/6を阻害することにより、サイクリンD-CDK4/6複合体がRbのリン酸化を助けることができないようにする。これにより、細胞がRを通過してG1から出て、細胞周期に入り分裂増殖するのを防ぐ。

## 用法
パルボシクリブは、1日1回食後に経口投与する。21日間の服用と、それに続く7日間の休薬で1サイクルとなる。2016年現在、パルボシクリブはレトロゾールまたはフルベストラントとの併用療法として処方されている。患者はまた、パルボシクリブを服用している間、CYP3A阻害剤または誘導剤の摂取を控える必要がある。 FDAは、パルボシクリブを服用している間にグレープフルーツ製品を摂取しないよう警告している。 

## 承認と適応

### HR+乳がん
パルボシクリブは 米国食品医薬品局 （FDA）により、2015年2月3日、エストロゲン受容体陽性 （ER +）の進行性乳がんを有する患者の治療として（レトロゾールと組み合わせて）、優先審査および画期的治療指定プログラムで審査および承認された。これは迅速承認であった。 
2017年3月、FDAは、ホルモン受容体（Hormone receptor; HR）陽性、ヒト上皮成長因子受容体2（HER2）陰性の進行性または転移性乳がんに対して、アロマターゼ阻害剤との併用について、パルボシクリブに正式承認を与えた。 
第III相試験のPALOMA-2は、2015年2月までに登録が終わり、2016年4月に肯定的な結果が報告された。PALOMA-2試験（2016年11月発行）の結果は、レトロゾールとプラセボの患者と比較して、パルボシクリブとレトロゾールの併用患者の無増悪生存期間が有意に長かったことを示している。 無増悪生存期間は、 RECIST基準によって、X線写真上で確認されたがんの進行または試験中の死亡によって評価された。公開時点では、全生存に関するデータが不十分であり、プロトコルごとに合計390人の死亡が発生し、規制当局と合意した後、最終的な分析が計画されている。 注目すべきことに、本試験では、パルボシクリブの追加により骨髄毒性事象の発生率が高まったことが指摘された。 
パルボシクリブは、2016年11月にEUで承認され、アロマターゼ阻害剤と併用するか、またはフルベストラントと組み合わせて、HR陽性かつHER2陰性で、以前に内分泌療法を受けた女性に対して用いる。閉経前または閉経前後の女性では、黄体形成ホルモン放出ホルモンアゴニストも投与する必要がある。 
2017年12月、パルボシクリブは、スコットランド医学コンソーシアムの、非常にまれで終末期の乳がんの治療に使用される医薬品のプロセスを経た後、 NHSにより使用が承認された。 
2017年9月、日本でカプセル剤の製造販売承認を取得し、同年12月に発売された。2020年1月23日、ファイザーは、錠剤の製造販売承認を取得したことを発表した。

## 有害作用
パルボシクリブを服用している患者の大部分で、 好中球減少症が起きる。 好中球減少症は、患者の好中球数が異常に少ない状態である。この副作用は免疫系に影響を与えるため、2番目に多い副作用である感染症の原因となる可能性がある。 白血球減少症と貧血もまた、パルボシクリブを服用している患者の間で頻繁に起こる。 患者の10％以上が、 疲労、吐き気、下痢、呼吸器感染症、頭痛、血小板減少症、嘔吐、食欲不振などの副作用も経験している。FDAはまた、患者に肺塞栓症の兆候がないか注意深く監視する必要があることを示している。 FDAはさらに、この薬は胎児に有害な影響を与える可能性があるため、妊娠中は服用してはならないことを女性が認識すべきであると警告している。 

## 耐性の機序

### パルボシクリブに対する耐性
パルボシクリブに対するFDAおよびEMAの承認は、無増悪生存期間（progression-free survival; PFS）に関する臨床試験の結果にかかっている。ただし、データは有望であることが証明されているが（ある研究のp値は、有意なしきい値に非常に近いため、さらに臨床試験を行うと、統計的有意性を示すことができるはずである）、現在のところ、全生存率の有意な改善（overall survival; OS）はまだ実証されていない。たとえば、PALOMA-2試験では、パルボシクリブとレトロゾールで治療された患者の70％以上が、40か月までにがんが進行した。このため、健康経済分析ではパルボシクリブが費用対効果の高い薬剤であることが判明していないため、最終的には世界的に薬剤全体の普及を阻害している。 

### デノボ耐性
研究では、パルボシクリブに対する新規の耐性（デノボ耐性、de novo耐性）が、CDK4/6からRbへの経路の上流と下流の両方にさまざまな標的を巻き込むことがわかっている。転写因子E2F2の過剰発現は、Rbのみの損失（CDK4/6の直接的な下流ターゲット）よりもCDK4/6阻害に対する耐性を促進できることが示されている。また、パルボシクリブは、乳がん細胞がサイクリンE1またはE2、およびBrk（乳房腫瘍関連キナーゼ、breast tumor kinase）を過剰発現している患者では、効果が低いことも指摘されている。 Brkは、60％の乳がんで過剰発現する細胞内キナーゼであり、その増幅によりp27タンパク質のY88のリン酸化が増加し、サイクリンDおよびCDK4活性が増加するため、がん細胞がパルボシクリブに対してより耐性を示す。 
最近の研究では、CDK4/6-Rb軸とは完全に無関係な経路の変異も、パルボシクリブへの耐性に関与していることがわかっている。 FAT1腫瘍抑制因子の喪失は、腫瘍抑制因子として機能することが知られているシグナル伝達経路であるHippo経路を通じて、CDK4/6阻害剤への耐性を促進することが判明した。以前は、FAT1は推定腫瘍抑制因子および発がん遺伝子として指摘されてきたが、これまでに耐性と明確に関連づけられたことはない。 研究チームは、in vivoで乳がん細胞の増殖を阻止するために、FAT1抑制細胞が有意に高用量のCDK4/6阻害剤を必要とすることを発見した。

### 内分泌療法による耐性
パルボシクリブは現在、HR+、HER2転移性乳がん細胞で適応とされている。 CDK4/6阻害は内分泌療法の標的のすぐ下流で作用するため、ホルモン療法での患者の進行の結果として、おそらく交差治療抵抗性（cross-therapy resistance）がある可能性があると主張するのは当然のことである。 しかしながら、一般的に、研究では、内分泌耐性腫瘍がCDK4/6阻害に対する感受性を維持することができ、内分泌療法とパルボシクリブの併用療法を受けた患者で特に成功を収めていることを発見している。たとえば、パルボシクリブとフルベストラントの併用による効果と、フルベストラントのみの効果を比較したPALOMA-3試験では、 ESR1変異のある患者とESR1野生型ctDNAのある患者の両方で、以前の治療計画によりPFSが改善したことがわかった。このような結果は、CDK4/6阻害剤がESR1変異状態に関係なく有効であることを示している。ESR1変異マーカーは、そうでなければ、患者を内分泌耐性としてマークするマーカーである 。 
さらに、内分泌療法抵抗性の特定の症状が、乳がんをCDK4/6阻害剤に対してさらに感作する可能性があることが、実際に示唆されている。たとえば、ER+乳がんのMutL変異によって引き起こされるミスマッチ修復の欠陥は、CDK4のCHK2を介した阻害を回避し、それによって内分泌抵抗性をもたらす。ただし、CDK4/6阻害剤は、MutL欠損ER +乳がん細胞で非常に効果的であることが実証されており、MutLはCDK4/6阻害剤による治療に非常に適した患者を特定するためのバイオマーカーとしての可能性を秘めている。

### 耐性の他のメカニズム
興味深いことに、Dana Farber Instituteの研究者たちは、パルボシクリブに耐性を示した乳がん細胞が、7日間の「治療休暇（treatment holiday）」の後に薬剤に対して再感作されることを発見した。科学者は、耐性の初期発現をCDK6（ただし、パルボシクリブの他のターゲットであるCDK4ではない）の発現の増加に関連付け、miR-432-5pマイクロRNAを介したTGF-β経路の抑制に起因するCDK6アップレギュレーションの特定のメカニズムと関連付けた。科学者は、研究室で、培養ディッシュ内のすべての乳がん細胞が同じ時期に耐性を獲得することが判明したことに気づいた後、この発見をした。分裂するにつれて、より多くの腫瘍が含まれる。これらのパルボシクリブ抵抗性細胞は、特定の変異を含まず、むしろエクソソームを介して抵抗性を獲得し、エクソソームを介して隣接する細胞にこの抵抗性を広め続けていることも指摘されている。この耐性の背後にある特定のメカニズムはまだ解明されていないが、がん細胞が耐性を獲得するための完全に新しい方法へのさらなる研究への道を開いている。一方で、これはまた、パルボシクリブで一見進行しているように見える患者は、おそらく腫瘍が「リセット」される短い治療の休日に続く長期的な治療の恩恵を受けることができることを、示唆している。 
がん細胞がパルボシクリブに耐性を持つようになるさまざまな手段があり、耐性のこれらのメカニズムは、パルボシクリブが作用する経路全体にわたる複数の標的およびプロセスを伴う。以前の研究では、乳がん細胞は治療後72時間という早い時期にパルボシクリブに対して適応を示すと推定されている。この証拠は、これらの2つのターゲットの上流にある「サイクリンD1/CDK2複合体の非標準的（non-canonical）な活性化によって媒介され、CDK4/6阻害にもかかわらず、サイクリンE2発現の回復とS期への移行が誘導されることが示された」  。さらに、患者の約10％がCDK4/6阻害剤に対する一次耐性を持っていると推定されている（これらの薬剤を使用した治療の前に耐性を持つ）。たとえば、ベースラインで機能的なRb喪失を示す患者は、CDK4/6阻害の恩恵を受ける可能性は低く、サイクリンE1発現の増加または高いCCNE1/RB比のベースラインを示す患者も同様である。

## 臨床試験

### HR+乳がん
PALOMA-3試験は2015年4月に発表され、パルボシクリブの追加は無増悪生存期間においてフルベストラント単独よりも優れていると発表した 。 
アメリカがん学会の2014年4月の年次総会で報告されたフェーズII PALOMA-1試験では、レトロゾールへのパルボシクリブの追加により、進行がんの進行が大幅に遅くなることが示され（無増悪生存期間の中央値は10.2ヶ月から20.2ヶ月）、しかし、患者の全生存期間（overall survival times）の増加に統計的に有意な影響があることは示されていない  。 
ファイザーは2020年5月31日、事前に計画された有効性・無益性分析の結果、早期乳がん第3相臨床試験「PALbociclib CoLaborative Adjuvant Study（PALLAS）」の独立データモニタリング委員会（DMC）が、主要評価項目である無病生存期間（iDFS）の統計学的に有意な改善を示す可能性は低いと判断したと報告した。 現在試験でパルボシクリブを投与されている患者には、担当医から次のステップについてのアドバイスがあり、すべての患者の長期フォローアップは計画通りに進むと発表された。ファイザーは今回の結果を「残念な結果」としている。 この研究の結果は、術後内分泌療法と組み合わせて使用した場合、「侵襲性無病生存期間（iDFS）の主要エンドポイントに統計的に有意な改善を示す可能性は低い」ことを示している。 この試験は、21か国の400以上のセンターで、HR陽性、HER2陰性の早期乳がんの男性と女性の患者に対して行われた。 

### 進行中の臨床試験
NIH のアメリカ国立がん研究所（National Cancer Institute）によると、パルボシクリブを単独で、または他の薬剤と組み合わせてテストしている39のアクティブな臨床試験がある。 これらの試験の大部分は、乳がんの治療へのパルボシクリブのさらなる用途を検討しているが、他の試験では、頭頸部がん、非小細胞肺がん、再発性脳転移、扁平上皮がん、中枢神経系腫瘍、その他の固形腫瘍へのパルボシクリブの潜在的な応用を検討している。 
2017年12月、ファイザーは、パルボシクリブとレトロゾールを組み合わせた進行中の第III相試験であるPALOMA-2試験で、試験対象の疾患の進行リスクが44％減少したことを発表した。この試験では、併用療法を受けている患者のレトロゾール単独と比較して、無増悪生存期間の中央値が1年以上改善していることも実証されている。 PALOMA-2の患者の追跡期間の中央値は現在3年を超えており、CDK4/6阻害剤の第III相試験の追跡可能な最長のデータとなっている。 

## 価格
イブランスは「一部の専門薬局から注文でき」、「割引前の価格で、30日間で9,850ドル、1年分の供給で118,200ドルで販売される。」。 ニューヨークに拠点を置くファイザーの声明によると、ほとんどの処方箋は薬の割引を交渉したり、政府が義務付けた価格の譲歩を得たりする医療プランを通じて調剤されるため、この価格は「ほとんどの患者や支払者が支払う費用ではない」。米国では、専門薬局が、通常は高額な薬の処方箋を調剤する 。 

### 費用に対する抵抗
2017年2月、 英国国立医療技術評価機構 （NICE）は、イブランスの費用（約3700米ドル/28日）によって得られる追加の健康上の利点が、費用に見合うものではなかったとの声明を発表した 。委員会は、イブランスが患者の寿命を約10か月延長できることを認めたが、イブランスによって引き起こされる副作用のために、NICEが承認するための費用対効果の高い薬ではなかったと述べた  。当時、パルボシクリブとフルベストラントなどの薬物による1年間の治療の価格は、106,105ドル（79,650ポンド）であった  。2017年11月、NICEはファイザーとの交渉後、価格が割り引かれ、同薬の使用が推奨されると発表した。 

## 同様の作用機序を持つ薬物
パルボシクリブには、現在市場に出ている、または臨床試験中のいくつかの直接的な競合薬がある。 2017年9月、Eli Lillyが所有および製造する別の選択的CDK4/6阻害剤であるアベマシクリブは 、フルベストラントとの併用および単独療法として、HR陽性、HER2陰性の進行性転移性乳がんの承認を受けた。2017年3月、FDAはNovartisが所有するリボシクリブ（ribociclib）も、パルボシクリブおよびリボシクリブと同様の適応症のためのアロマターゼ阻害剤との併用療法として承認した。 特に、リボシクリブはサイクリンD3/CDK6活性にも阻害効果があるよだ 。G1治療薬には、現在Cdk4/6阻害剤であるtrilaciclibもあり、現在   フェーズII試験中であるが、2017年12月現在、FDAの承認を得ていない。

## 商品名
バングラデシュでは、商品名はパルボニックス (Palbonix)。